# Богуславль (Вологодская область)
Богуславль — деревня в Устюженском районе Вологодской области.
Входит в состав Никольского сельского поселения, с точки зрения административно-территориального деления — в Никольский сельсовет.
Расстояние по автодороге до районного центра Устюжны — 28 км, до центра муниципального образования деревни Никола — 5 км. Ближайшие населённые пункты — Круглыши, Петрово, Холманы.
По переписи 2002 года население — 60 человек (25 мужчин, 35 женщин). Преобладающая национальность — русские (93 %).